# Ana Zaninović
Ana Zaninović, née le 26 juin 1987 est une taekwondoïste croate.

## Biographie
Ana est la sœur-jumelle de Lucija Zaninović.

## Palmarès

### Championnats du monde
- Médaille d'or des -53 kg du Championnat du monde 2011 à Gyeongju, (Corée du Sud)
- Médaille de bronze des -51 kg du Championnat du monde 2007 à Pékin, (Chine)

### Championnats d'Europe
- Médaille d'argent des -53 kg du Championnat d'Europe 2012 à Manchester, (Royaume-Uni)